# Famous Idaho Potato Bowl
The Famous Idaho Potato Bowl, previously the Humanitarian Bowl (1997–2003, 2007–2010) and the MPC Computers Bowl (2004–2006), is an NCAA-sanctioned post-season college football bowl game that has been played annually since 1997 at Albertsons Stadium on the campus of Boise State University in Boise, Idaho. The game is televised nationally on the ESPN family of networks. Cincinnati defeated Utah State in the inaugural game in 1997.

## Historia
Fue creado en 1997 como Humanitarian Bowl y en sus primeras tres ediciones se enfrentaban equipos del Big West contra la Conference USA (C-USA), hasta que en el 2000 la Western Athletic Conference (WAC) mandó un representante. El Big West dejó de apoyar el bowl en 2000, y los organizadores extendieron una invitación permanente a la WAC para reemplazar al Big West como sede del partido, además de firmar un convenio con la Atlantic Coast Conference (ACC) para mandar un equipo elegible al bowl en caso de ser necesario. El campeón de la WAC iría directamente al partido si no era invitado a un bowl de mejor prestigio o si clasifica al Bowl Championship Series (BCS).
La WAC y la ACC se enfrentaron desde 2001 hasta 2008 en el bowl, exceptuando 2002 cuando el clasificado fue Iowa State del Big 12 Conference en lugar de un representante de la ACC. En 2009 la Mountain West Conference enviaría a un equipo, pero su campeón TCU fue elegido para jugar el Fiesta Bowl y la conferencia no tenía a otro equipo para reemplazarlo; y como resultado, Bowling Green de la Mid-American Conference (MAC) fue invitado. En 2010, el bowl de la MAC International Bowl que se iba a jugar en Toronto fue cancelado; por lo que en 2012 se enfrentaron MAC vs. WAC.
Luego de que la WAC dejara el bowl en 2012, la Mountain West tomó su lugar, firmando un convenio para mandar a un equipo al bowl, iniciando en diciembre de 2013. El bowl entre MAC vs. Mountain West se jugó de 2013 a 2015. En 2016 invitaron a uno equipo del estado, Idaho, del Sun Belt Conference en vez de a un equipo de MAC. En 2017 volvió un equipo de MAC vs. Mountain West, pero en 2018 jugó BYU, un equipo independiente, en vez de un equipo de Mountain West. En 2019 se anunció que el partido sería entre Mountain West y la Mid-American Conferences, manteniendo sus invitaciones hasta la temporada 2025–26. En diciembre de 2020 se invitó a un equipo de la American Athletic Conference (AAC or "The American") por primera vez.

## Participantes
| Temporada(s) | Conferencias  | Conferencias |
| Temporada(s) | Local         | Visita       |
| ------------ | ------------- | ------------ |
| 1997–1999    | Big West      | C-USA        |
| 2000         | Big West      | WAC          |
| 2001         | WAC           | ACC          |
| 2002         | WAC           | Big 12       |
| 2003–2008    | WAC           | ACC          |
| 2009–2012    | WAC           | MAC          |
| 2013–2015    | Mountain West | MAC          |
| 2016         | Mountain West | Sun Belt     |
| 2017         | Mountain West | MAC          |
| 2018         | Independent   | MAC          |
| 2019         | Mountain West | MAC          |
| 2020         | Mountain West | The American |
| 2021         | Mountain West | MAC          |

## Resultados
| N.º | Fecha      | Nombre                   | Campeón           | Campeón | Finalista        | Finalista | Asistencia |
| --- | ---------- | ------------------------ | ----------------- | ------- | ---------------- | --------- | ---------- |
| 1   | 29-12-1997 | Humanitarian Bowl        | Cincinnati        | 35      | Utah State       | 19        | 16 289     |
| 2   | 30-12-1998 | Humanitarian Bowl        | Idaho             | 42      | Southern Miss    | 35        | 19 667     |
| 3   | 30-12-1999 | Humanitarian Bowl        | Boise State       | 34      | Louisville       | 31        | 29 500     |
| 4   | 28-12-2000 | Humanitarian Bowl        | Boise State       | 38      | UTEP             | 23        | 26 203     |
| 5   | 31-12-2001 | Humanitarian Bowl        | Clemson           | 49      | Louisiana Tech   | 24        | 25 364     |
| 6   | 31-12-2002 | Humanitarian Bowl        | Boise State       | 34      | Iowa State       | 16        | 30 446     |
| 7   | 3-1-2004   | Humanitarian Bowl        | Georgia Tech      | 52      | Tulsa            | 10        | 23 114     |
| 8   | 27-12-2004 | MPC Computers Bowl       | Fresno State      | 37      | Virginia         | 34 (t.e.) | 23 114     |
| 9   | 28-12-2005 | MPC Computers Bowl       | Boston College    | 27      | Boise State      | 21        | 30 112     |
| 10  | 31-12-2006 | MPC Computers Bowl       | Miami (FL)        | 21      | Nevada           | 20        | 28 654     |
| 11  | 31-12-2007 | Humanitarian Bowl        | Fresno State      | 40      | Georgia Tech     | 28        | 27 062     |
| 12  | 30-12-2008 | Humanitarian Bowl        | Maryland          | 42      | Nevada           | 35        | 26 781     |
| 13  | 30-12-2009 | Humanitarian Bowl        | Idaho             | 43      | Bowling Green    | 42        | 26 726     |
| 14  | 18-12-2010 | Humanitarian Bowl        | Northern Illinois | 40      | Fresno State     | 17        | 25 449     |
| 15  | 17-12-2011 | Famous Idaho Potato Bowl | Ohio              | 24      | Utah State       | 23        | 28 076     |
| 16  | 15-12-2012 | Famous Idaho Potato Bowl | Utah State        | 41      | Toledo           | 15        | 29 243     |
| 17  | 21-12-2013 | Famous Idaho Potato Bowl | San Diego State   | 49      | Buffalo          | 24        | 21 951     |
| 18  | 20-12-2014 | Famous Idaho Potato Bowl | Air Force         | 38      | Western Michigan | 24        | 18 223     |
| 19  | 22-12-2015 | Famous Idaho Potato Bowl | Akron             | 23      | Utah State       | 21        | 18 876     |
| 20  | 22-12-2016 | Famous Idaho Potato Bowl | Idaho             | 61      | Colorado State   | 50        | 24 975     |
| 21  | 22-12-2017 | Famous Idaho Potato Bowl | Wyoming           | 37      | Central Michigan | 14        | 16 512     |
| 22  | 21-12-2018 | Famous Idaho Potato Bowl | BYU               | 49      | Western Michigan | 18        | 18 711     |
| 23  | 3-1-2020   | Famous Idaho Potato Bowl | Ohio              | 30      | Nevada           | 21        | 13 611     |
| 24  | 22-12-2020 | Famous Idaho Potato Bowl | Nevada            | 38      | Tulane           | 27        | 0          |
| 25  | 21-12-2021 | Famous Idaho Potato Bowl | Wyoming           | 52      | Kent State       | 38        | 10 217     |

- Fuente:[2]

 El partido de diciembre de 2020 se jugó a puertas cerradas por la pandemia de Covid-19.

## Apariciones

### Por Equipo
| Equipo           | J | G | P |
| ---------------- | - | - | - |
| Boise State      | 4 | 3 | 1 |
| Nevada           | 4 | 1 | 3 |
| Utah State       | 4 | 1 | 3 |
| Idaho            | 3 | 3 | 0 |
| Fresno State     | 3 | 2 | 1 |
| Ohio             | 2 | 2 | 0 |
| Wyoming          | 2 | 2 | 0 |
| Georgia Tech     | 2 | 1 | 1 |
| Western Michigan | 2 | 0 | 2 |

Equipos con solo una aparición
- Ganaron (10): Air Force, Akron, Boston College, BYU, Cincinnati, Clemson, Maryland, Miami, Northern Illinois, San Diego State
- Perdieron (14): Bowling Green, Buffalo, Central Michigan, Colorado State, Iowa State, Kent State, Louisiana Tech, Louisville, Southern Miss, Toledo, Tulane, Tulsa, UTEP, Virginia

### Por Conferencia
| Conferencia    | Record | Record | Record | Record                        | Apariciones                                     | Apariciones                              |
| Conferencia    | J      | G      | P      | Ganados                       | Perdidos                                        |                                          |
| -------------- | ------ | ------ | ------ | ----------------------------- | ----------------------------------------------- | ---------------------------------------- |
| WAC            | 13     | 5      | 8      | 2002, 2004, 2007, 2009, 2012  | 2000, 2001, 2003*, 2005, 2006, 2008, 2010, 2011 |                                          |
| MAC            | 11     | 4      | 7      |                               | 2010, 2011, 2015, 2019*                         | 2009, 2012, 2013, 2014, 2017, 2018, 2021 |
| Mountain West  | 8      | 5      | 3      | 2013, 2014, 2017, 2020, 2021  | 2015, 2016, 2019*                               |                                          |
| ACC            | 7      | 5      | 2      | 2001, 2003*, 2005, 2006, 2008 | 2004, 2007                                      |                                          |
| Big West       | 4      | 3      | 1      | 1998, 1999, 2000              | 1997                                            |                                          |
| C-USA          | 3      | 1      | 2      | 1997                          | 1998, 1999                                      |                                          |
| Independientes | 1      | 1      | 0      | 2018                          |                                                 |                                          |
| Sun Belt       | 1      | 1      | 0      | 2016                          |                                                 |                                          |
| The American   | 1      | 0      | 1      |                               | 2020                                            |                                          |
| Big 12         | 1      | 0      | 1      |                               | 2002                                            |                                          |

- Los que tienen asterisco (*) se jugaron en enero del año siguiente.
- Los récords son por los equipos de su respectiva conferencia en ese momento.
- Las conferencias inactivas en la FBS aparecen en cursiva.
- Equipos independientes: BYU (2018)

## Jugador Más Valioso
| Año            | MVP Equipo Campeón   | MVP Equipo Campeón | MVP Equipo Campeón | MVP Equipo Finalista | MVP Equipo Finalista | MVP Equipo Finalista |
| Año            | Nombre               | Equipo             | Pos.               | Nombre               | Equipo               | Pos.                 |
| -------------- | -------------------- | ------------------ | ------------------ | -------------------- | -------------------- | -------------------- |
| 1997           | Chad Plummer         | Cincinnati         | QB                 | Steve Smith          | Utah State           | WR                   |
| 1998           | John Welsh           | Idaho              | QB                 | Lee Roberts          | Southern Miss        | QB                   |
| 1999           | Brock Forsey         | Boise State        | RB                 | Chris Redman         | Louisville           | QB                   |
| 2000           | Bart Hendricks       | Boise State        | QB                 | Chris Porter         | UTEP                 | RB                   |
| 2001           | Woodrow Dantzler     | Clemson            | QB                 | Delwyn Daigre        | Louisiana Tech       | WR                   |
| 2002           | Bobby Hammer         | Boise State        | DT                 | Anthony Forrest      | Iowa State           | DB                   |
| Enero 2004     | P. J. Daniels        | Georgia Tech       | RB                 | Cort Moffitt         | Tulsa                | P                    |
| Diciembre 2004 | Paul Pinegar         | Fresno State       | QB                 | Marques Hagans       | Virginia             | QB                   |
| 2005           | Matt Ryan            | Boston College     | QB                 | Jared Zabransky      | Boise State          | QB                   |
| 2006           | Kirby Freeman        | Miami (FL)         | QB                 | Jeff Rowe            | Nevada               | QB                   |
| 2007           | Tom Brandstater      | Fresno State       | QB                 | Jonathan Dwyer       | Georgia Tech         | RB                   |
| 2008           | Da'Rel Scott         | Maryland           | RB                 | Colin Kaepernick     | Nevada               | QB                   |
| 2009           | DeMaundray Woolridge | Idaho              | RB                 | Freddie Barnes       | Bowling Green        | WR                   |
| 2010           | Chandler Harnish     | Northern Illinois  | QB                 | Ryan Colburn         | Fresno State         | QB                   |
| 2011           | LaVon Brazill        | Ohio               | WR                 | Michael Smith        | Utah State           | RB                   |
| 2012           | Kerwynn Williams     | Utah State         | RB                 | Bernard Reedy        | Toledo               | WR                   |
| 2013           | Adam Muema           | San Diego State    | RB                 | Branden Oliver       | Buffalo              | RB                   |
| 2014           | Shayne Davern        | Air Force          | RB                 | Corey Davis          | Western Michigan     | WR                   |
| 2015           | Robert Stein         | Akron              | K                  |                      |                      |                      |
| 2016           | Matt Linehan         | Idaho              | QB                 |                      |                      |                      |
| 2017           | Josh Allen           | Wyoming            | QB                 |                      |                      |                      |
| 2018           | Zach Wilson          | BYU                | QB                 |                      |                      |                      |
| Enero 2020     | Nathan Rourke        | Ohio               | QB                 |                      |                      |                      |
| Diciembre 2020 | Carson Strong        | Nevada             | QB                 |                      |                      |                      |
| 2021           | Levi Williams        | Wyoming            | QB                 |                      |                      |                      |

## Récords
| Equipo                             | Record vs. Rival                                                                                    | Año                      |
| ---------------------------------- | --------------------------------------------------------------------------------------------------- | ------------------------ |
| Más Puntos Anotados                | 61, Idaho vs. Colorado State                                                                        | 2016                     |
| Más Puntos Anotados (Perdedor)     | 50, Colorado State vs. Idaho                                                                        | 2016                     |
| Más Puntos Acumulados              | 111, Idaho (61) vs. Colorado State (50)                                                             | 2016                     |
| Menos Puntos Permitidos            | 10, Georgia Tech vs. Tulsa                                                                          | Enero 2004               |
| Mayor victoria                     | 42, Georgia Tech vs. Tulsa                                                                          | Enero 2004               |
| Yardas Totales                     | 656, Kent State vs. Wyoming                                                                         | 2021                     |
| Yardas Terrestres                  | 371, Georgia Tech vs. Tulsa                                                                         | Jan. 2004                |
| Yardas Aéreas                      | 445, Colorado State vs. Idaho                                                                       | 2016                     |
| First downs                        | 30, Idaho vs. Colorado State                                                                        | 2016                     |
| Menos Yardas Permitidas            | 144, Georgia Tech vs. Tulsa                                                                         | Enero 2004               |
| Menos Yardas Terrestres Permitidas | –56, Georgia Tech vs. Tulsa                                                                         | Enero 2004               |
| Menos Yardas Aéreas Permitidas     | 19, Tulsa vs. Georgia Tech                                                                          | Enero 2004               |
| Individual                         | Nombre, Equipo                                                                                      | Año                      |
| Yardas Totales                     | 307, P. J. Daniels (Georgia Tech)                                                                   | Enero 2004               |
| Touchdowns Totales                 | 5, Levi Williams (Wyoming)                                                                          | Enero 2021               |
| Yardas Terrestres                  | 307, P. J. Daniels (Georgia Tech)                                                                   | Enero 2004               |
| Touchdowns Terrestres              | 4, compartido con P. J. Daniels (Georgia Tech) Levi Williams (Wyoming)                              | Enero 2004 2021          |
| Yardas Aéreas                      | 445, Nick Stevens (Colorado State)                                                                  | 2016                     |
| Pases de Touchdown                 | 5, compartido con: Paul Pinegar (Fresno State) Nick Stevens (Colorado State) Carson Strong (Nevada) | 2004 2016 Diciembre 2020 |
| Yardas por Recepción               | 265, Bisi Johnson (Colorado State)                                                                  | 2016                     |
| Touchdowns Aéreos                  | 3, más reciente: Corey Davis (Western Michigan)                                                     | 2014                     |
| Tackleadas                         | 20, Ryan Skinner (Idaho)                                                                            | 1998                     |
| Capturas                           | 3.0, más reciente: Jake Coffman (Northern Illinois)                                                 | 2010                     |
| Intercepciones                     | 2, más reciente: Ryan Glasper (Boston College)                                                      | 2005                     |
| Jugadas Largas                     | Record, Nombre, Equipo vs. Rival                                                                    | Año                      |
| Touchdown Terrestre                | 80 yds., Levi Williams (Wyoming)                                                                    | 2021                     |
| Pase de Touchdown                  | 80 yds., Dustin Crum a Dante Cephas (Kent State)                                                    | 2021                     |
| Regreso de Kickoff                 | 99 yds., Torrey Smith (Maryland)                                                                    | 2008                     |
| Regreso de Despeje                 | 92 yds., Quinton Jones (Boise State)                                                                | 2005                     |
| Regreso de Intercepción            | 80 yds., Shanaurd Harts (Boise State)                                                               | 1999                     |
| Regreso de Fumble                  | 60 yds., Dexter Walker (Air Force)                                                                  | 2014                     |
| Despeje                            | 69 yds., Aaron Dalton (Utah State)                                                                  | 2015                     |
| Gol de Campo                       | 51 yds., compartido con: Michael Cklamovski (Northern Illinois) Brandon Talton (Nevada)             | 2010 Enero 2020          |

- Fuente:[3]